# Santo Domingo Chihuitán
Santo Domingo Chiuitán localidad del estado de Oaxaca, México, dentro del distrito de Tehuantepec, cabecera municipal del municipio homónimo.

## Tiponomía
Existen dos versiones:
La primera: La palabra Chihuitán, proviene de las raíces zapotecas Xihuitlán y que a su vez se desprenden los siguientes vocablos: Xihuitl-Yehuite, que significa Yerba y Tlán, entre por lo tanto en su conjunto significa "Lugar entre hierbas". La segunda: Chihuitán proviene del vocablo bixhahui, la cual está compuesta por las siguientes voces: Bi que significa viento; Xhahui, que quiere decir urraca, de tal manera que haciendo la descripción de sus raíces etimológicas significa: "Lugar de viento de urracas".

## Historia
La localidad de Santo Domingo Chihuitán (Oaxaca) fue fundada en el año 1680.
- 1680: Año de fundación de este pueblo, siendo su nombre antiguo Chiquihuitan.
- 1825: Santo Domingo Chiquihuistlán pertenece al partido de Tehuantepec.
- 1826: Se registra como Santo Domingo Chihuitán que pertenece al partido de la Villa de Tehuantepec.
- 1844: Santo Domingo Chihuitán es poblado de la parroquia de Tehuantepec, fracción y distrito de Tehuantepec.
- 1858: Santo Domingo Chihuitán pertenece al distrito de Tehuantepec.
- 1891: Santo Domingo Chihuitán es ayuntamiento del distrito de Tehuantepec.

## Tradiciones
Durante el mes de marzo se celebra el cuarto viernes de cuaresma. Esta feria anual se lleva a cabo en honor al Señor de Chihuitán.
El 15 de mayo se festeja a San Isidro Labrador, patrono de los campesinos.Del primero al cinco de agosto, se celebra la fiesta dedicada a Santo Domingode Guzmán.